# Yellow Ledbetter
«Yellow Ledbetter» — пісня американського рок-гурту Pearl Jam, що вийшла у 1992 році на стороні «Б» синглу «Jeremy».
Пісню «Yellow Ledbetter» було написано під час студійних сесій запису дебютного альбому Pearl Jam Ten. Вона стала першою піснею, яку гітарист Майк Маккріді написав для гурту. Композиція починалась з гітарних акордів Маккріді в стилі Джимі Гендрікса, чимось схожих на «Voodoo Chile». Вокаліст Едді Веддер написав до неї чорнову версію тексту, в якій замість деяких рядків було незрозуміле буркотіння. Гурт навіть записав декілька версій композиції, проте вирішив не додавати її до альбому, вважаючи занадто «класичною».
Трохи несподівано для музикантів, «Yellow Ledbetter» стала однією з улюблених пісень шанувальників на концертах. Гітарист Стоун Ґоссард також називав її одним зі своїх фаворитів, особливою піснею Pearl Jam, в тому числі через те, що зазвичай прискіпливий до текстів Едді Веддер, навмисно залишив слова недописаними. На думку Ґоссарда, в ній співається про солдата, який повернувся з війни. Також існує версія, що вона була присвячена другові Веддера Тіму Ледбеттеру з Чикаго.
В 1992 році «Yellow Ledbetter» вийшла бі-сайдом до синглу «Jeremy», а 1993 року концертна версія потрапила до синглу «Daughter». Лише 2003 року пісня потрапила до повноцінного альбому Pearl Jam, збірки рідкісних композицій Lost Dogs.